# AQIM
イスラーム・マグリブ諸国のアル＝カーイダ機構（アラビア語：تنظيم القاعدة في بلاد المغرب الإسلامي、翻字：Tanẓīmu l-Qā‘idati fī Bilādi l-Maghrib l-Islāmī、英語：Al-Qaeda in the Islamic Maghreb、略称：AQIM）は、アルジェリアを中心にマグリブ諸国で活動しているサラフィー・ジハード主義組織。

## 概要
2006年までは「説教と戦闘の為のサラフィー主義者集団」（アラビア語：الجماعة السلفية للدعوة والقتال、翻字：al-Jamā‘ah as-Salafiyyah lid-Da‘wah wal-Qiṭāl、フランス語：Groupe Salafiste pour la Prédication et le Combat、略称：GSPC、サラフィスト・グループ）と名乗っていたが、ウサーマ・ビン・ラーディンに忠誠を表明。2007年に現在の組織へ改組し、アル＝カーイダとの一体化を強調している。イスラーム国家樹立を目指して、アルジェリア政府転覆工作を続け、スペイン・フランス・アメリカを名指しで攻撃目標としており、西側各国から「国際テロ組織」に指定されている。

## 活動

### 改組前

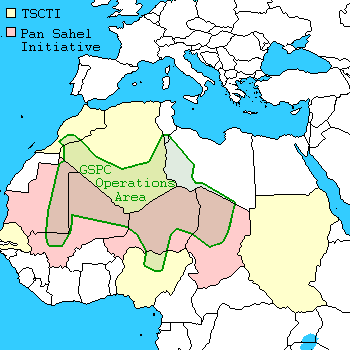
GSPCの活動範囲(緑)と汎サヘル構想(対テロ作戦)の参加国(グレー)

1998年9月、アルジェリアのタクフィール主義思想を掲げる「武装イスラム集団」(GIA)に不満を抱く分子がハサン・ハッターブ（Hassan Hattab)を中心にアルジェリア北部のカビリ地方にて、サラフィー・ジハード主義思想を掲げる「説教と戦闘の為のサラフィー主義者集団」を設立した。設立時にはウサーマ・ビン＝ラーディンが関与したとされ、アルジェリア国内などで多くのテロ攻撃を繰り返している。政府や軍の要人、施設などが主な対象であるが、2003年2月には外国人32人を誘拐している。同年9月、ハサン・ハッターブが更迭され、ナビール・サハラウィ（Nabil Sahraoui）がリーダーになると、アル＝カーイダとの結びつきを深め、俗に「アル＝カーイダの後方基地」とも言われるようになった。2004年6月20日、ナビール・サハラウィがアルジェリア軍に射殺されると、アブー・ムスアブ・アブドゥルワドゥードがリーダーに就任した。2006年、ハサン・ハッターブはアルジェリア政府に投降して脱退、一方、アブドゥルワドゥードはアイマン・ザワーヒリーとの関係を深め、2007年にAQIMに改組した。同年4月にはアルジェリア首相公邸をターゲットに自動車爆弾テロを、12月にはアルジェリア最高裁判所と国際連合難民高等弁務官事務所・国連事務所をターゲットに同時自動車爆弾テロを引き起こし、首都アルジェでともに多数の死者を出した。
アルジェリア国境を越え、近隣国においても麻薬密売や恐喝、資金洗浄で組織の資金を確保し、マリやニジェールでもトゥアレグのイスラーム主義組織「アンサール・アッ＝ディーン」と連携して活動を拡大している。イギリス、イタリアなど欧州のアルジェリア人社会にも多くの活動家を抱えている。イラクのアブー・ムスアブ・アッ＝ザルカーウィーのグループ「イラクの聖戦アル＝カーイダ組織」とも関係を構築している。
サヘル地方がイスラム過激派のリクルート地帯と化していることから、アメリカ主導で近隣国は共同の「汎サヘル構想」（PSI）（2004年からは「トランス・サハラ対テロ作戦構想」に移行）を立て、対テロ戦争の一環として2007年2月からサハラ/サヘル地方で「トランス・サハラにおける不朽の自由作戦 （OEF-TS）」を実施し封じ込めを行っている。

### 改組後
2009年7月、中国のウルムチ市でムスリムのウイグル人が虐殺されるウイグル騒乱が発生、AQIMは中国政府への復讐を宣言している。
2011年1月、チュニジアのジャスミン革命では「チュニジアはシャリーアに基づくイスラム国家になるべきである」として反政府勢力を支持、ザイン・アル＝アービディーン・ベン・アリー政権打倒の軍事支援を実施している。同年2月、リビア内戦においても、反政府勢力への支援を宣言した。リビアの最高指導者ムアンマル・アル＝カッザーフィーはAQIMの反カダフィ勢力への介入を非難したが、10月20日に殺害されて内戦は終結した（ムアンマル・アル＝カッザーフィーの死）。
2012年、トンブクトゥへ進出。市内において世界遺産の遺跡を破壊するとともに、カダフィ大佐がトンブクトゥに所有していた住居を占拠。マリ北部における活動拠点の一つとした。
2012年12月、組織内の対立から指導者の1人、後にアルジェリア人質事件を起こすモフタール・ベルモフタールがAQIMを離脱。2013年1月、フランスがマリの武装組織に対して行った軍事介入（セルヴァル作戦）により、打撃を受けることとなった。
2016年1月15日、ブルキナファソの首都ワガドゥグで、外国人客も利用するホテルとレストランが武装勢力の襲撃を受け、20人以上が死亡。AQIMが犯行声明を出した。
2019年1月20日、マリ共和国北部テッサリト圏の国際連合マリ多元統合安定化ミッション（国際連合平和維持活動）部隊の駐屯地が武装勢力の襲撃を受け、チャド人の隊員10人が死亡、少なくとも25人が負傷。AQIMが犯行声明を出した。
2020年6月3日にフランス軍がマリ共和国北部で行った掃討作戦の結果、最高指導者のアブー・ムスアブ・アブドゥルワドゥードが殺害された。

## 関連
- 反カダフィ勢力
- 不朽の自由作戦
- アブデルハミド・アブゼイド（英語版）